# Австрийско-французские отношения
Австрийско-французские отношения — двусторонние отношения между Австрией и Францией в дипломатической, культурной, экономической и иных сферах. Обе страны поддерживают дипломатические отношения друг с другом со времен Средневековья. В XV—XVIII веках имело место соперничество Габсбургской монархии и Франции. В настоящее время обе страны являются полноправными членами Европейского союза.

## Дипломатические представительства
- Австрия имеет посольство в Париже и генеральное консульство в Страсбурге[1].
- Франция имеет посольство в Вене[2].